# Zenú
Les Zenú, Zenúes ou Sinú sont un peuple amérindien dont le territoire ancestral est constitué par les vallées colombiennes des ríos Sinú, San Jorge, Cauca et Nechi et par le littoral de la mer des Caraïbes autour du golfe de Morrosquillo, dans les actuels départements colombiens de Córdoba et de Sucre.

## Histoire
Située entre les bassins des rivières Sinú, San Jorge et Nechí, l'exploitation de riches gisements d'or et la fabrication de bijoux, constituaient le principal produit de cette région. Ses immenses temples et sanctuaires abritaient de grandes idoles en bois plaquées de feuilles d'or et de nombreux objets faits du même métal, ce qui a réveillé la cupidité des conquérants et donné lieu à des pillages sanglants.
En plus d'être de grands orfèvres, ils étaient de bons potiers, comme en témoigne le bon développement de la technique de la poterie. Parmi les formes de poterie les plus abondantes dans cette région, on trouve les tasses, dont la jambe est une figure de femme ou d'homme debout sur un piédestal et qui tient la coupe sur sa tête.
Les représentations de sauriens, oiseaux, aquatiques et félins, qui étaient également fréquentes dans la décoration des conteneurs, des rouleaux et des peintres. On trouve couramment des tasses, bols et coupes à base en forme de cloche, des offrandes sous forme de paniers, des sifflets sphéroïdes ou ornithomorphes. La population de la côte caraïbe colombienne a commencé il y a plus de 4 000 ans. Il y a 6 000 ans, les habitants de la région ont façonné ce qui est aujourd'hui l'une des plus anciennes céramiques connues des Amériques et ont combiné l'exploitation de la pêche et de la chasse avec l'agriculture intensive des tubercules.
Comme il s'agissait d'une région où l'eau était abondante, à partir de 200 avant J.-C. environ, le Sinú a formé une sorte de société hydraulique qui a construit un système sophistiqué de canaux de drainage, ce qui lui a permis de contrôler les inondations et de rendre de vastes zones propices à l'habitation et surtout aux cultures.
L'orfèvrerie et la poterie se sont considérablement développées, et leurs ornements en or coulé et battu étaient bien connus. Le filigrane a été obtenu au moyen de la cire perdue. Cette civilisation a duré jusqu'au Xe siècle. En poterie, ils ont représenté les femmes comme un symbole de fertilité, de respect, de croissance démographique et comme un chef spirituel.
Au moment de la conquête espagnole, les Sinú ou Zenú habitaient les savanes non inondables et entretenaient des relations commerciales avec leurs voisins de la chaîne de montagnes de San Jacinto et sur les rives du fleuve Magdalena. Au XIe siècle, le grand centre religieux de Finzenú, dans la vallée du Sinú, se distingue, sous la direction d'une femme qui exerce sa domination sur plusieurs villes voisines. Le Panzenú était la dénomination de la vallée de San Jorge ; et le Zenufana celle de la vallée du Nechí et du bas Cauca, zone de production d'or.

## Organisation politique
L'empire Zenú était divisée en trois zones géographiques :
- Finzenú, qui comprenait la vallée du río Sinú et la région de Tolú. Il s'agissait de la région tournée vers la religion;
- Panzenú, entre la vallée du río San Jorge et le bassin inférieur du río Cauca. Il s'agissait d'une zone de production agricole et artisanale;
- Zenúfana, dans le centre de l'actuel département d'Antioquia, qui était le centre de gouvernement et où se trouvaient les principales ressources aurifères.